# Stefan Bagiński (1892–1969)
Stefan Bagiński (ur. 30 sierpnia 1892 w Warszawie, zm. 26 października 1969 w Łodzi) – polski lekarz, histolog i embriolog.

## Życiorys
W roku 1900 mając 8 lat wyjechał z rodzicami do Baku. Ukończył tam szkołę średnią. Następnie kształcił się na lekarza, by w roku 1916 uzyskać dyplom z odznaczeniem (cum maxima laude) na Uniwersytecie Kijowskim. Po trzech latach pracy powrócił do Warszawy, by w roku 1920 dostać powołanie do wojska, gdzie jako lekarz służył w Wilnie. Będąc w Wilnie został asystentem Jerzego Alexandrowicza w Zakładzie Histologii na Uniwersytecie Stefana Batorego. Stopień naukowy doktora medycyny uzyskał w roku 1924 za pracę Badania doświadczalne nad ciałami tłuszczowatymi w nadnerczach zwierząt ssących.
W roku 1926 został wydelegowany jako stypendysta rządu francuskiego do Lyonu, gdzie zapoznał się z metodami histochemicznymi, następnie w 1927 kształcił się dalej pod kierunkiem prof. Eugène’a Gleya w Stacji Morskiej w Banyuls-sur-Mer. Za pracę O komórkach barwikowych w szyszynce zwierząt ssących i ludzi: ich morfologja, histochemja i znaczenie uzyskał w roku 1929 naukowy stopień docenta na Uniwersytecie Stefana Batorego w Wilnie.
Lata 1937–1939 to okres, kiedy to po odejściu Jerzego Alexandrowicza objął kierownictwo nad katedrą histologii w Akademii Medycyny Weterynaryjnej we Lwowie.
W okresie II wojny światowej, w latach 1940–1941 oraz w roku 1945 pracował w Instytucie Przeciwgruźliczym w Wilnie na stanowisku kierownika tegoż Instytutu.
Po wojnie w roku 1945 objął funkcję kierowniczą w katedrze Histologii i Embriologii na Wydziale Lekarskim Uniwersytetu Łódzkiego. Tam też w roku 1946 uzyskał stopień profesora nadzwyczajnego, a w roku 1949 tytuł prof. zwyczajnego. W latach 1950–1962 kierował katedrą Histologii i Embriologii w Akademii Medycznej w Łodzi. Pod jego kierunkiem stopnie doktora medycyny uzyskało 7 osób, a 2 – tytuł docenta histologii i embriologii.
Członek PAU, od roku 1949. Członek honorowy L'Association des Anatomistes. Członek (i wiceprzewodniczący) Łódzkiego Towarzystwa Naukowego. Był przewodniczącym łódzkiego oddziału Towarzystwa Świadomego Macierzyństwa. Działał w Stronnictwie Demokratycznym jako przewodniczący Wojewódzkiego Komitetu w Łodzi.
Żonaty, miał córkę. Został pochowany na cmentarzu wojskowym w Łodzi.

## Ordery i odznaczenia
- Krzyż Komandorski Orderu Odrodzenia Polski
- Krzyż Oficerski Orderu Odrodzenia Polski (22 lipca 1950)[3]
- Medal 10-lecia Polski Ludowej (1955)[4]
- Odznaka honorowa „Za wzorową pracę w służbie zdrowia”
- Honorowa Odznaka Miasta Łodzi
- Złota odznaka „Zasłużony popularyzator wiedzy" TWP

## Prace naukowe
- Influence de la resection du nerf vague sur la lipoidogenèse des capsules surrenales (1926)
- Sur la detection histochimique de l'adrenaline (1928)
- O histochemicznym wykrywaniu niektórych kationów (1930)
- Podstawy histologii (1948/1956)
- Kambium tkankowe a powstawanie nowotworów (1954)
- Kambium tkankowe. Histogeneza i morfologia (1957)
- Biologia kambium tkankowego (1958)
- Morfologia neurogleju mózgowia ośmiornicy rodzaju Eledone (1962)
- Krajowe rośliny trujące (1963) (wspólnie z Jakubem Mowszowiczem).
- Histofizjologia neurogleju (1964)
- Zarys embriologii człowieka(1965/1969)
- Technika mikroskopowa (1965/1969)
- Krajowe rośliny lecznicze (1966)
- Précis de la Théorie du „Cambium du Tissu Animal" (1966)
- Histofizjologiczne badania gruczołu zwoju gwiaździstego głowonogów rodziny Eledone (1968)